# Дельфин (подводная лодка, 1912)
Дельфин (греч. Δελφίν) — греческая подводная лодка (в действительности именовалась «ныряющей» — греч. καταδυόμενον, повторяя французскую терминологию той эпохи). Действовала в Балканские войны и Первую мировую войну. Дельфин была второй подлодкой греческого флота после Nordenfelt I (в составе флота 1886—1901), и отмечена как первая подводная лодка в мире, произведшая торпедную атаку (хотя и без успеха) против военного корабля.

## История подлодки
Дельфин была заказана в 1910 году на французской верфи в Тулоне, вместе с однотипной Ксифиас (Меч-рыба). Была передана в королевские Военно-морские силы Греции перед самым началом Первой Балканской войны. Её первый капитан, коммандер Стефанос Папарригопулос, вместе с экипажем 17 моряков, были посланы во Францию для получения необходимой подготовки, срок которой однако был сокращён по причине надвигающейся войны. Военное министерство приказало им отход в Грецию, и Дельфин вышел из Франции 29 сентября, прибыв на Корфу (остров) к началу войны, 4 октября. Этот поход без сопровождения и без остановки в 1100 миль стал мировым рекордом и подтвердил способности экипажа, несмотря на его ограниченную подготовку. Однако, это также означало что в распоряжении не было подготовленного резервного экипажа, ограничивая боеспособность подлодки по причине усталости экипажа.
Из Корфу подлодка вышла на военно-морскую базу на острове Саламина, Пирей, где она пребывала до 19 октября и где была завершена подготовка экипажа и подлодки. Выйдя из Пирея Дельфин присоединился к флоту на его передовой якорной стоянке в бухте Мудрос острова Лемнос, но не был задействован в военных действиях до конца ноября 1912 года. Вместо этого подлодка производила учения погружения. Несмотря на то что у подлодки был обнаружен ряд механических проблем, после 20 ноября она начала патрулирование при входе в Дарданеллы, возвращаясь к ночи на остров Тенедос.
Утром 9/22 декабря 1912 года, османский лёгкий крейсер Меджидие вышел из Дарданелл с разведывательной задачей. В 10:40, Дельфин выпустил торпеду против Меджидие с дистанции 800 метров, но не сумел потопить его, так как торпеда не нашла цель. В своей попытке уйти на Тенедос, подлодка села на мель севернее острова, и была вынуждена сбросить свой свинцовый балласт, чтобы сняться с мели. Это означало что подлодка потеряла возможность погружаться и вернулась в Пирей. Дельфин, вместе с Ксифиас и другими кораблями греческого флота, были конфискованы французами в 1916 году, во время греческого Национального раскола. Когда подлодки были возвращены греческому флоту в 1919 году, они были в плохом состоянии, и в следующем году были списаны.

## Традиции
Два других корабля греческого флота получили имя Дельфин: британская HMS Vengeful (P86) (в составе флота 1945—1957) и немецкий торпедный катер Sturmmöwe («Штормовая чайка») типа Silbermöwe (в составе флота 1968—1974).